# Lijst van gevechten tijdens de Drie Koninkrijken van China

Territoriale ontwikkeling van Chinese krijgsherenstaten in de periode van de Drie Koninkrijken vanaf 190 tot 280.

Dit is een lijst van veldslagen, belegeringen en zeeslagen tijdens de Drie Koninkrijken van China, inclusief de neergang van de Oostelijke Han-dynastie vanaf de Gele Tulbandenopstand (184–280).
- Gele Tulbandenopstand (184–205)
- Opstand in Liangzhou (184–189)
- Moord op de eunuchen (189)
- Campagne tegen Dong Zhuo (190–191)
  - Slag bij Xingyang (190)
  - Slag bij Yangren (191)
- Slag bij Yangcheng (191)
- Slag bij Jieqiao (191)
- Slag bij Xiangyang (191)
- Slag bij Fengqiu (193)
- Cao Cao's invasie van Xuzhou (193–194)
- Slag om Yanzhou (194–195)
- Sun Ce's veroveringen in Jiangdong (194–199)
- Oorlog tussen Cao Cao en Zhang Xiu  (197–199)
  - Slag om Wancheng, Wuyin, Ye, Huyang, Wuyin (2e) en Rangcheng (197–199)
- Campagne tegen Yuan Shu (197–199)
- Beleg van Xiapi (198–199)
- Guandu-campagne (Cao Cao vs. Yuan Shao, 200–201)
  - Slag om Yijing (198–199)
  - Slag bij Dushijin (200)
  - Slag om Boma of Baima (200)
  - Slag bij Yanjin (200)
  - Slag bij Guandu (200)
  - Slag bij Cangting (201)
- Slag bij Bowang (202)
- Slag bij Liyang (202–203)
- Slag bij Xiakou (203)
- Beleg van Ye (204)
- Slag bij Nanpi (205)
- Slag om de Wittewolvenberg (207)
- Slag bij Jiangxia (208)
- Rode Muur-campagne (208–209)
  - Slag bij Changban (208)
  - Slag bij de Rode Muur (208)
  - Slag bij Yiling (208)
  - Slag bij Hefei (208)
  - Slag bij Jiangling (208)
  - Opstand van Luxian (209)
- Cao Cao's noordwestelijke campagne (211–215)
  - Slag bij de Tong-pas (211)
  - Beleg van Jicheng (213)
  - Slag bij Lucheng (213)
  - Slag om het Qi-gebergte (214)
  - Slag bij Yangping (215)
- Opstand van Su Bo (211)
- Liu Bei's verovering van Yizhou (212–214)
- Slag bij Xiaoyaojin (214–215)
- Slag bij Baxi (215)
- Slag bij Ruxukou (217)
- Hanzhong-campagne (217–219)
  - Slag op de Dingjun-berg (218–219)
  - Slag bij de Hanrivier (219)
  - Beleg van Fancheng (219)
- Lü Mengs invasie van Jingzhou (219)
- Slag bij Xiaoting of Yiling (221–222)
- Cao Pi's invasies van Wu (222–225)
- Slag bij Dongkou (222–223)
- Slag bij Jiangling (223)
- Slag bij Ruxu (222-223)
- Slag bij Qichun (223)
- Incident bij Guangling (224–225)
- Zhuge Liangs Zuidelijke Campagne (225)
- Zhuge Liangs Noordelijke Expedities (228–234)
  - Opstand van Xincheng (227–228)
  - Opstanden van Tianshui (228)
  - Slag bij Jieting (228)
  - Beleg van Chencang (229)
  - Slag bij Jianwei (229)
  - Slag bij Qishan (231)
  - Slag op de Wuzhang-velden (234)
- Hefei-campagne (228–234)
  - Slag bij Shiting (228)
  - Slag bij Hefei (231)
  - Slag bij Hefei (233)
  - Slag bij Hefei (234)
- Sima Yi's Liaodong-campagne (238)
- Jiang Wei's Noordelijke Expedities (240–262)
  - Slag bij Didao (255)
- Slag bij Xingshi (244)
- Oorlog tussen Goguryeo en Wei (244–245)
- Incident bij de Gaoping-tomben of Sima Yi's staatsgreep (249)
- Drie Opstanden in Shouchun (251, 253, 257–258)
- Wang Ling's Opstand (251)
- Opstand van Guanqiu Jian en Wen Qin (255)
- Zhuge Dan's Opstand (257–258)
- Slag bij Dongxing (253)
- Slag bij Hefei (253)
- Verovering van Shu door Wei (263)
- Verovering van Wu door Jin (280)